# Transición vítrea dinámica
La transición vítrea dinámica (α) es un Proceso de relajación primario, encontrado típicamente en polímeros (aunque no exclusivo de los polímeros) amorfos.
En un sentido energético es análogo a la transición vítrea Tg, aunque son conceptos termodinámicamente muy diferentes.
La teoría más aceptada sobre la naturaleza de la transición vítrea dinámica es la llamada de movimientos cooperativos en el cual muchas partículas (10 a 1000) o unidades monoméricas, conectadas o no, de longitudes típicas de ξ = 1 - 5 nm.
La naturaleza de este proceso de relajación es aun controvertida y se encuentra en debate, por lo que no está completamente entendido este fenómeno.
La α se puede representar gráficamente en arreglos de ecuaciones que no cumplen con la ecuación de Arrhenius, con ejes de log ω vs 1/T, estas ecuaciones son llamadas: ecuación de Williams-Landel-Ferri, WLF (describe la dependencia con respecto a la temperatura de la relajación α y la transición de fluido) o Vogel-Fulcher-Tammann-Hesse, VFTH; ambas ecuaciones son equivalentes. También se puede representar en el dominio del tiempo como una curva exponencial ensanchada, como la ecuación de Kohlrausch-Williams-Watts (KWW). La relajación α puede observarse tanto en el dominio del tiempo como en el dominio de la frecuencia, incluyendo siempre un decaimiento exponencial.
La transición vítrea implica cambios estructurales que dan lugar a fuertes variaciones de propiedades macroscópicas, como pueden ser el módulo de Young del material, la permitividad dieléctrica, el índice de refracción, etc. 